# Vonnegut (inslagkrater)

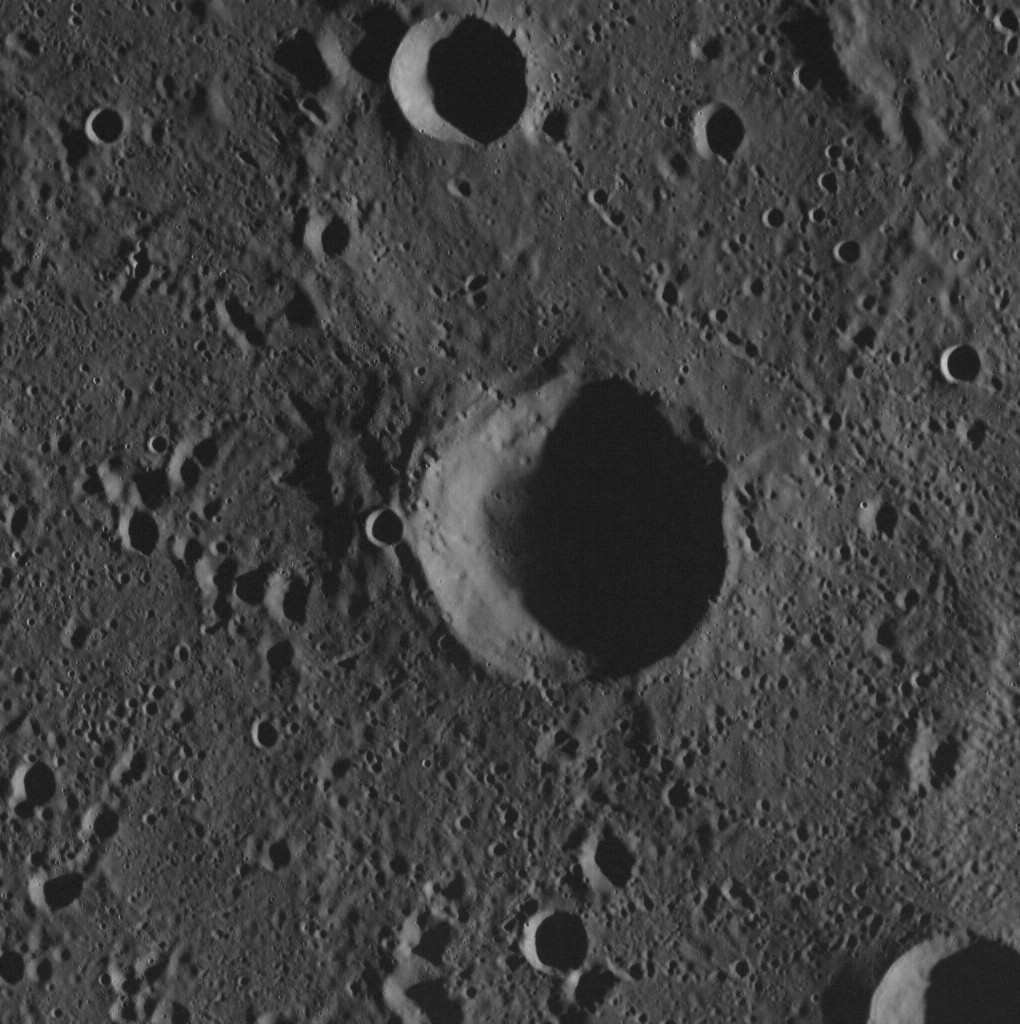
De inslagkrater Vonnegut

Vonnegut is een inslagkrater in de Borealisvierhoek op het noordelijk halfrond van de planeet Mercurius. Vonnegut is een inslagkrater van ongeveer 27 km diameter.
De krater is op 2017 door de Internationale Astronomische Unie vernoemd naar de Amerikaans schrijver en schilder Kurt Vonnegut.